# Andreas Kunz
Andreas Kunz (Lipsia, 24 luglio 1946 – Lipsia, 1º gennaio 2022) è stato un combinatista nordico tedesco.

## Palmarès

### Olimpiadi invernali
- Bronzo a Grenoble 1968 nella combinata nordica.